# Graellsia (Plantae)
Graellsia, rod manjeg višegodišnjeg raslinja iz porodice kupusovki (Brassicaceae) čijih 9 vrsta rastu u Aziji i jedna u Maroku.
Obično se nalaze u sjenovitim pukotinama vapnenačkih stijena na visinama od 1000-3600 metara (3300-11800 stopa).
Ime roda dano je u čast španjolskog zoologa Mariana de la Paz Graëllsa.

## Vrste
1. Graellsia chitralensis O.E.Schulz, Pakistan.
2. Graellsia davisiana Poulter, Turska.
3. Graellsia graellsiifolia (Lipsky) Poulter, Tadžikistan.
4. Graellsia hederifolia (Coss.) R.D.Hyam & Jury, Maroko.
5. Graellsia hissarica Junussov, Tadžikistan.
6. Graellsia integrifolia (Rech.f.) Rech.f., Afganistan, Iran, Turkmenistan.
7. Graellsia isfahan Esmailbegi & Al-Shehbaz, Iran.
8. Graellsia longistyla (Poulter) Esmailbegi & Al-Shehbaz, Iran, Irak.
9. Graellsia saxifragifolia (DC.) Boiss., Afganistan, Iran, Turkmenistan.
10. Graellsia stylosa (Boiss. & Hohen.) Poulter, Iran.